# Escolis
|  | No s'ha de confondre amb Escolís. |

Els escolis (en singular escoli, del grec antic σχόλιον, ‘comentari’, ‘interpretació’) són comentaris gramaticals, crítics o explicatius, originals o extrets de comentaris preexistents, que s'insereixen al marge del manuscrit d'un autor antic, com a gloses o explicacions. Un autor que escriu escolis és un escoliasta. Es coneix l'ús de la paraula des del segle i aC.

## Història
Els escolis són una font d'informació molt important sobre els aspectes del món antic, especialment la història literària. L'escoli més antic conegut, anònim, data del segle v o iv aC (amb el nom d'escolis a la Ilíada). La pràctica de recopilar escolis va continuar fins a l'època romana d'Orient, on destaquen els comentaris de l'arquebisbe Eustaci de Tessalònica a Homer al segle xii i la Scholia recentiora de Tomàs Magistre i Demetri Triclini al segle xiv.
Els escolis anaven augmentant per afegitons dels successius copistes i propietaris del manuscrit i, en alguns casos, augmentaven tant que ja no hi havia espai als marges, i va ser necessari convertir-los en una obra separada. Al principi, les recopilacions només es formaven a partir d'un comentari però més endavant s'hi van sumar els de diversos comentaristes. Això s'indicava amb la repetició del concepte, o per l'ús de frases com "o així", "alternativament", "segons alguns", per a introduir explicacions d'autors diversos o per citar explícitament diferents fonts.
Els escolis més importants conservats són els de la Ilíada, especialment els que es troben en els manuscrits del segle x. També són importants els escolis d'Hesíode, Pindar, Sòfocles, Aristòfanes i Apol·loni Rodi. En llatí, els més importants són els de Servi Maure Honorat a Virgili, els d'Helenius Àcron i Pomponi Porfirió a Horaci, i els d'Eli Donat a Terenci.